# Kisbabot
Kisbabot é um município da Hungria, situado no condado de Győr-Moson-Sopron. Tem 6,1 km² de área e sua população em 2015 foi estimada em 221 habitantes.